# Angioneura
Angioneura is een geslacht van insecten uit de familie van de Bromvliegen (Calliphoridae), die tot de orde tweevleugeligen (Diptera) behoort.

## Soorten
- A. acerba (Meigen, 1838)
- A. cyrtoneurina (Zetterstedt, 1859)
- A. fimbriata (Meigen, 1826)